# Monterey County
Monterey County ist ein County im Bundesstaat Kalifornien der Vereinigten Staaten. Der Verwaltungssitz (County Seat) ist Salinas.
Das County wird vom Office of Management and Budget zu statistischen Zwecken als Salinas, CA Metropolitan Statistical Area geführt.

## Geschichte
Das County wurde am 18. Februar 1850 gebildet. Benannt wurde es nach der gleichnamigen Stadt Monterey am Monterey Bay.
Im Monterey County liegen 6 National Historic Landmarks. Insgesamt sind 59 Bauwerke und Stätten des Countys im National Register of Historic Places eingetragen.

## Pebble Beach
Im äußersten Westen des Countys befindet sich der Pebble Beach bei Monterey. Dort gibt es seit 1919 den Golfplatz Pebble Beach Golf Links, auf dem seit 1950 jährlich der Automobil-Schönheitswettbewerb Pebble Beach Concours d’Elegance stattfindet. Der 17-Mile Drive führt zur Kleinstadt Carmel-by-the-Sea, zum Schutzgebiet Point Lobos State Reserve und zu weiteren Sehenswürdigkeiten.
Zum weiteren Verlauf der südlichen Küstenlinie siehe auch Big Sur.

## Demografische Daten

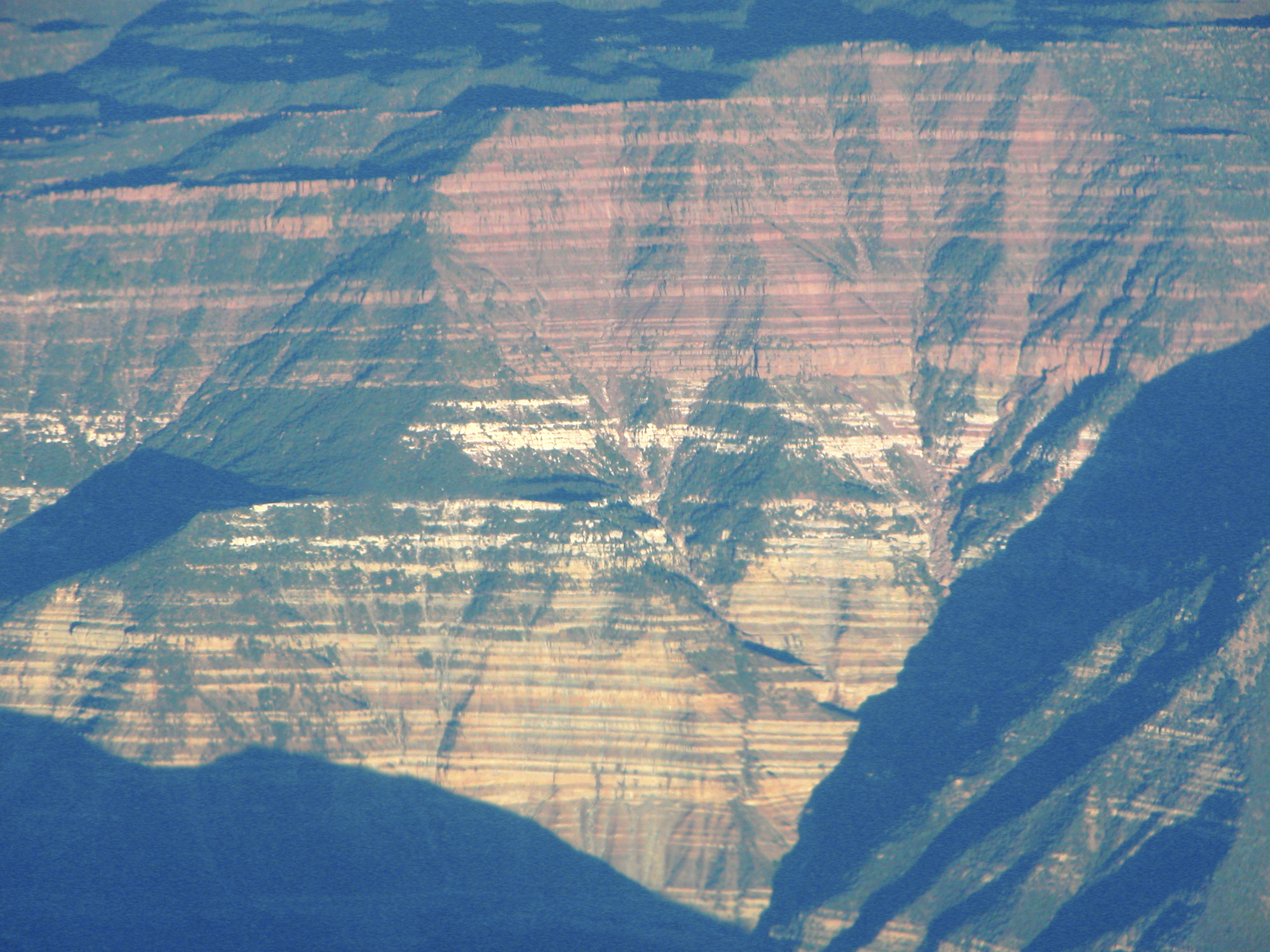
Die Sespe Wilderness

Nach der Volkszählung im Jahr 2000 lebten im Monterey County 401.762 Menschen. Es gab 121.236 Haushalte und 87.896 Familien. Die Bevölkerungsdichte betrug 47 Einwohner pro Quadratkilometer. Ethnisch betrachtet setzte sich die Bevölkerung zusammen aus 55,92 % Weißen, 3,75 % Afroamerikanern, 1,05 % amerikanischen Ureinwohnern, 6,03 % Asiaten, 0,45 % Bewohnern aus dem pazifischen Inselraum und 27,82 % aus anderen ethnischen Gruppen; 4,98 % stammten von zwei oder mehr ethnischen Gruppen ab. 46,79 % der Bevölkerung waren spanischer oder lateinamerikanischer Abstammung.
Von den 121.236 Haushalten hatten 39,10 % Kinder und Jugendliche unter 18 Jahre, die bei ihnen lebten. 56,00 % waren verheiratete, zusammenlebende Paare, 11,60 % waren allein erziehende Mütter. 27,50 % waren keine Familien. 21,20 % waren Singlehaushalte und in 8,20 % lebten Menschen im Alter von 65 Jahren oder darüber. Die Durchschnittshaushaltsgröße betrug 3,14 und die durchschnittliche Familiengröße lag bei 3,65 Personen.
Auf das gesamte County bezogen setzte sich die Bevölkerung zusammen aus 28,40 % Einwohnern unter 18 Jahren, 10,90 % zwischen 18 und 24 Jahren, 31,40 % zwischen 25 und 44 Jahren, 19,30 % zwischen 45 und 64 Jahren und 10,00 % waren 65 Jahre alt oder darüber. Das Durchschnittsalter betrug 32 Jahre. Auf 100 weibliche Personen kamen 107,30 männliche Personen, auf 100 Frauen im Alter ab 18 Jahren kamen statistisch 107,70 Männer.
Das jährliche Durchschnittseinkommen eines Haushalts betrug 48.305 USD, das Durchschnittseinkommen der Familien betrug 51.169 USD. Männer hatten ein Durchschnittseinkommen von 38.444 USD, Frauen 30.036 USD. Das Prokopfeinkommen betrug 20.165 USD. 13,50 % Prozent der Bevölkerung und 9,70 % der Familien lebten unterhalb der Armutsgrenze. 17,40 % davon waren unter 18 Jahre und 6,80 % waren 65 Jahre oder älter.

## Orte im County

### Citys
- Carmel-by-the-Sea
- Del Rey Oaks
- Gonzales
- Greenfield
- King City
- Marina
- Monterey
- Pacific Grove
- Salinas (County Seat)
- Sand City
- Seaside
- Soledad

### CDPs
- Aromas
- Boronda
- Bradley
- Carmel Valley Village
- Castroville
- Chualar
- Del Monte Forest
- Elkhorn
- Fort Hunter Liggett
- Las Lomas
- Lockwood
- Moss Landing
- Pajaro
- Pine Canyon
- Prunedale
- San Ardo
- San Lucas
- Spreckels

Hinzu kommt die Streusiedlung Parkfield.